# Wadi Halfa
Wadi Halfa är en stad i delstaten ash-Shamaliyya i norra Sudan, vid Nilens östra bredd nära den egyptiska gränsen. Den är en flodhamn och ändpunkt för järnvägen från Khartoum. Vid uppdämningen av Nassersjön tvingades delar av staden att flyttas.